# Памятник детям — подневольным донорам
Памятник детям — подневольным донорам — скульптурная композиция, посвящённая детям оккупированной в ходе Великой Отечественной войны Макеевки, которые не по своей воле стали донорами крови для раненых немецких солдат. Расположенный на территории кладбища в Кировском районе города Макеевки Донецкой области Украины монумент является единственным в мире памятным комплексом детям-донорам, пострадавшим от нацизма.

## История
В феврале 1942 года во время оккупации города Макеевки гитлеровцы соорудили детский концлагерь, официально назвав его приютом «Призрение». В здании детского дома они собрали большую группу детей — около шести сотен, у которых забирали кровь для своих раненых .
В сентябре 1943 года город был освобождён от фашистов. Тогда и всплыло материальное подтверждение слов очевидцев о зверствах гитлеровцев над детьми: в одном из микрорайонов обнаружили захоронение, из которого извлекли более 300 детских тел. По результатам вскрытия, причиной смертей послужили инфекционные заболевания и максимальное истощение юных организмов.
По словам выживших свидетелей преступления, кто-то сдавал кровь по нескольку раз, некоторые малыши уходили из жизни после первой же процедуры. Почти все они были убиты за одну неделю: самому старшему донору было двенадцать лет, а младшему — лишь шесть месяцев. Точное количество жертв неизвестно. 

## Памятник

### История создания
Инициатива создать памятник погибшим детям-донорам принадлежит председателю Макеевской городской организации Украинского союза узников-жертв нацизма Ларисе Симоновой. Открытие комплекса, средства на возведение которого собирались неравнодушными гражданами и общественными организациями, состоялось 12 октября 2006 года.

### Описание
Памятник установлен на месте захоронения детей. Он представляет собой три стелы, выполненные из чёрного гранита. В верхней части средней стелы изображены два маленьких ангелочка, поддерживающих в своих руках христианский крест. В середине — несколько стихотворных строк Ады Родиной, пережившей в детстве концлагерь «Алитус», а ниже — надпись:
Здесь захоронены 300 детей жертв фашистского террора, которые содержались в детском приюте «Призрение» в годы оккупации г. Макеевки 1942—1943 гг.
В нижней части центральной стелы изображены две розы, обмотанные колючей проволокой.
На двух боковых стелах увековечены имена 120 из 300 детей, ставших жертвами нацизма — остальные остаются неизвестными .